# Секретный агент (фильм, 2016)
«Секретный агент» (кор. 밀정, нр. Miljung) — южнокорейский исторический фильм-триллер, снятый Кимом Чжи Уном. Мировая премьера ленты состоялась 3 сентября 2016 года на Венецианском кинофестивале. Фильм рассказывает о следователе японской оккупационной полиции Ли Джон Чхуле, который получает информацию о том, что подпольщики планируют ввезти из Шанхая динамит для организации масштабного теракта в центре Сеула.
Фильм был выдвинут Южной Кореей на премию «Оскар» за лучший фильм на иностранном языке.

## Сюжет
Японское колониальное правительство поручает капитану Корейской полиции Ли Джон Чхулю искоренить членов Движения Сопротивления Кореи. Но в то время как Ли известен продажей своих людей ради обеспечения себе выгодного положения среди японцев, он сильнее чем обычно был поражён смертью Ким Джан Ока, бойца Сопротивления, который когда-то был его одноклассником. Лидер Сопротивления, Чхэ Сан, чувствует, что этот перебежчик, если с ним сблизиться и обращаться должным образом, может быть обращён ещё раз — на этот раз к их выгоде. Так начинается закодированный психологический танец между Ли и ключевой фигурой сопротивления по имени Ким У Джин, чья антикварная лавка является прикрытием для схемы контрабанды взрывчатых веществ из Шанхая в Сеул.

## В ролях

### В главных ролях
- Сон Кан Хо — Ли Джон Чхуль
- Кон Ю — Ким У Джин

### Второстепенный состав
- Хан Джи Мин — Ён Ге Сун
- Ом Тхэ Гу — Хасимото
- Син Сон Нок — Чо Хве Рён
- Синго Цуруми — Хигаси
- Фостер Бёрден — Людвик
- Ли Бён Хон — Чон Чхэ Сан
- Пак Хи Сун — Ким Джан Ок

## Производство
3 августа 2015 года было сообщено, что компания Warner Bros. профинансирует и выступит прокатчиком своего первого полностью корейскоязычного проекта под названием «Секретный агент», который расскажет о Сеуле времён японской оккупации.

## Релиз
Премьера в Южной Корее состоялась 7 сентября 2016 года. Фильм посмотрело свыше 7 миллионов зрителей.
17 сентября 2016 года фильм был показан на кинофестивале в Торонто.